# 岐岭河
岐岭河，也称鹤市河，位于中华人民共和国广东省东北部，是五华河右岸支流，发源于龙川县南端的七目嶂北麓，蜿蜒向北流经紫市镇、鹤市镇、登云镇和五华县岐岭镇，于岐岭镇合水村汇入五华河。河长53千米，流域面积406平方千米。